# Eurytoma steffani
Eurytoma steffani är en stekelart som beskrevs av Claridge 1959. Eurytoma steffani ingår i släktet Eurytoma och familjen kragglanssteklar.
Artens utbredningsområde är Frankrike. Inga underarter finns listade i Catalogue of Life.